# 國民政府 (英國)
國民政府（英語：National Government）在英國政治層面上可泛指由部份或所有主要黨派合組的聯合政府，但歷史上主要指由拉姆齊·麥克唐納、斯坦利·鮑德溫和內維爾·張伯倫在1931年至1940年籌組的聯合政府，惟聯合政府時期完全由保守黨領導，而保守黨當時在國會取得絕對多數的議席（615席中的554席）。
由H·H·阿斯奎斯和大衛·勞合·喬治在第一次世界大戰期間籌組的跨黨派聯合政府，以及邱吉爾在第二次世界大戰期間的跨黨派聯合政府，在當時也間中被稱呼為國民政府，但後世則多稱呼為聯合政府（Coalition Government），邱吉爾在1945年短暫設立的看守政府在當時也自稱為國民政府。